# Fiľakovo
Fiľakovo (in ungherese: Fülek, in tedesco: Fülleck; in turco Filek) è una città della Slovacchia facente parte del distretto di Lučenec, nella regione di Banská Bystrica. Storicamente ha fatto parte della regione di Nógrád (Novohrad).

## Storia

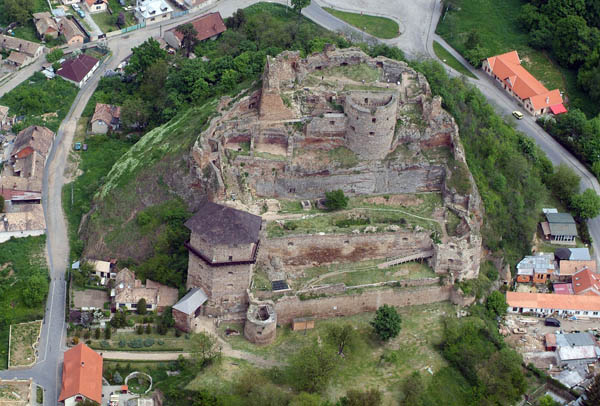
La fortezza dall'alto

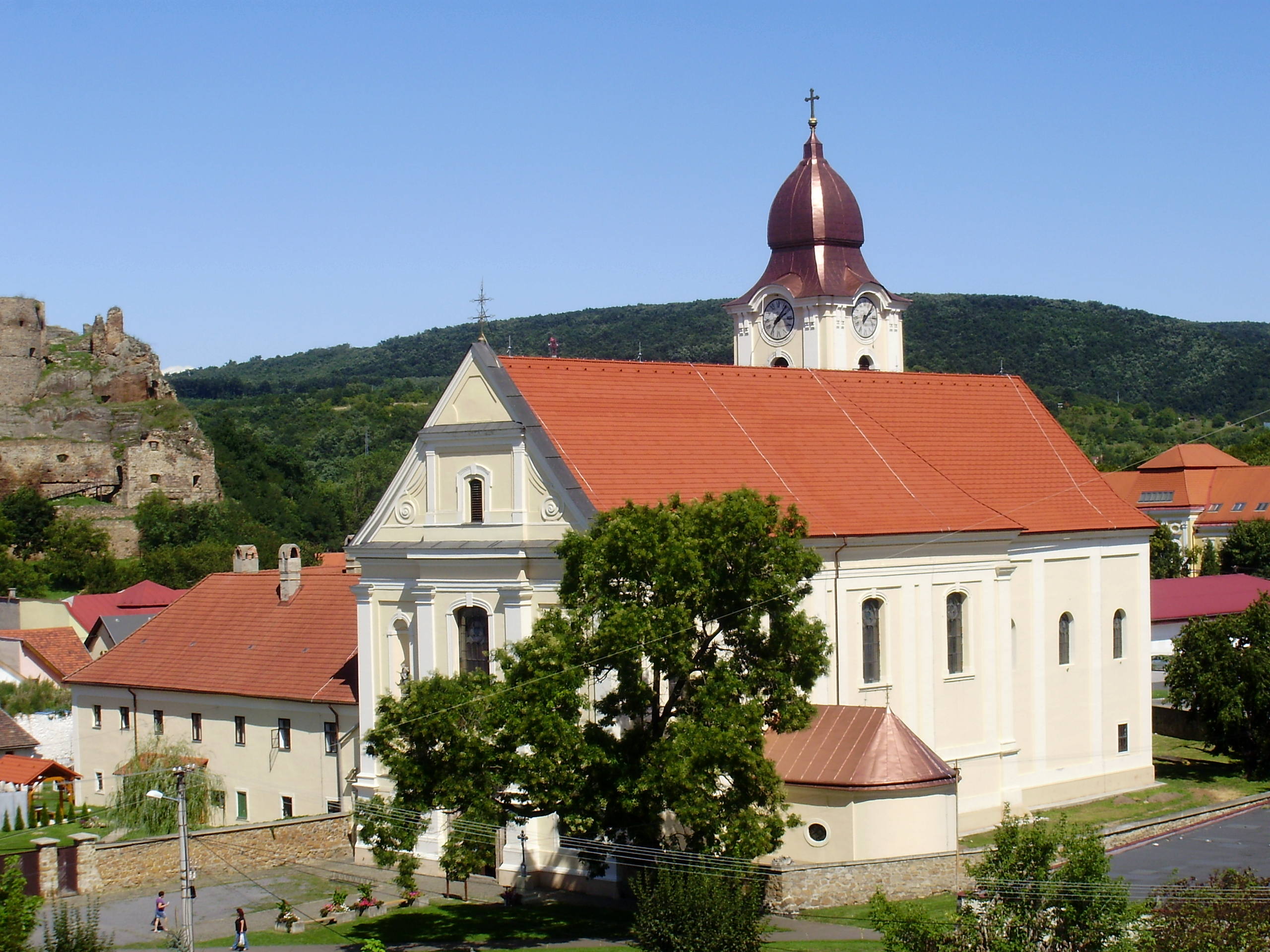
La chiesa cattolica con il monastero francescano

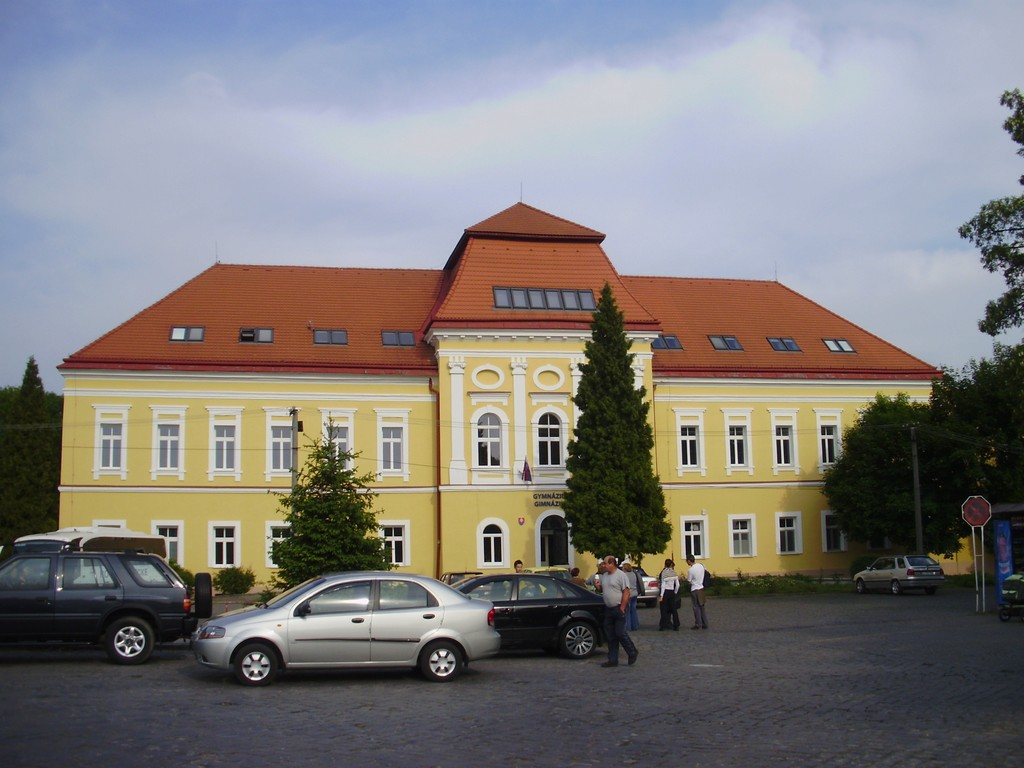
Il liceo locale, l'ex Palazzo Coburg

I primi documenti scritti riguardanti alla città risalgono al 1242 dopo l'invasione mongola che miracolosamente sopravvive; nel centro della città si trovano i resti di un castello medievale. La fortezza e la cittadina aveva sempre importanza durante la sua storia tempestosa. Nel medioevo regnarono qui i cosiddetti "piccoli re" come Matteo Csák o possidenti in fede del re d'Ungheria p.es. Mattia Corvino. Sotto la dominanza osmana la gente soffrì molto, ma chi pagava le tasse gravi poté sopravvivere. Dopo la liberazione del 1593 gli Asburgo ebbero influenza notevole. Alla fine del XVII secolo l'esercito turco alleato del conte Imre Thököly incendiò la città. Dopo la ricostruzione il popolo poté lavorare in pace per un ventennio, dedicandosi in particolare alle vigne.
Nel 1918 Fiľakovo fece parte della nuova Cecoslovacchia. Dopo la caduta della Cecoslovacchia comunista, dal 1993 la cittadina fa parte della Slovacchia. Dopo il crollo del comunismo anche la modesta industria locale è entrata in crisi.

## Gruppi etnici e religiosi
Nel 2001 la composizione etnica della città era la seguente:
- 64,4% di ungheresi
- 30,19% di slovacchi
- 4,03% di rom.

La maggior parte della popolazione è cattolica.

## Amministrazione

### Gemellaggi
- Bátonyterenye
- Salgótarján
- Szécsény